# Gashed Senses & Crossfire
Gashed Senses & Crossfire è un album in studio del gruppo musicale canadese Front Line Assembly, pubblicato nel 1989.

## Tracce
Testi e musiche di Bill Leeb e Michael Balch.
1. No Limit – 4:53
2. Antisocial – 4:41
3. Hypocrisy – 3:48
4. Shutdown – 5:24
5. Prayer – 3:29
6. Digital Tension Dementia – 4:46
7. Big Money – 4:15
8. Bloodsport – 5:55
9. Foolsgame – 3:36
10. Sedation – 3:56